# Nermed
Nermed (románul:  Nermed, egy falu Romániában, a Bánságban, Krassó-Szörény megyében. Az első világháborúig Krassó-Szörény vármegye Resicabányai járásához tartozott.

## Nevének változásai
1839, 1873, 1880 Nermeth, 1863 Nermesh, 1890, 1900 Nermet, 1920-1941 Nermet.

## Leírása
Vályi András: Magyar Országnak leírása című munkája szerint:
„Rátz falu Krassó Várm. földes Ura a’ K. Kamara, lakosai katolikusok, fekszik Krassóvá, Klokodits, Vodnik, Domány, Jabalcsa között, határja hat nyomásbéli, átallyában hegyes, és köves, mást nem terem tsak kukoritzát, erdeje van, szőleje nints.”

## Népessége
- 1900-ban 745 lakosából 738 volt krassován, 4 magyar és 3 német anyanyelvű; 731 római katolikus, 11 ortodox  és 3 zsidó vallású.
- 1992-ben 644 lakosából 496 volt horvát, 111 krassován, 28 szerb, 8 román és 1 ukrán nemzetiségű, 638 római katolikus, 5 ortodox és 1 görögkatolikus vallású.

## Jegyzetek

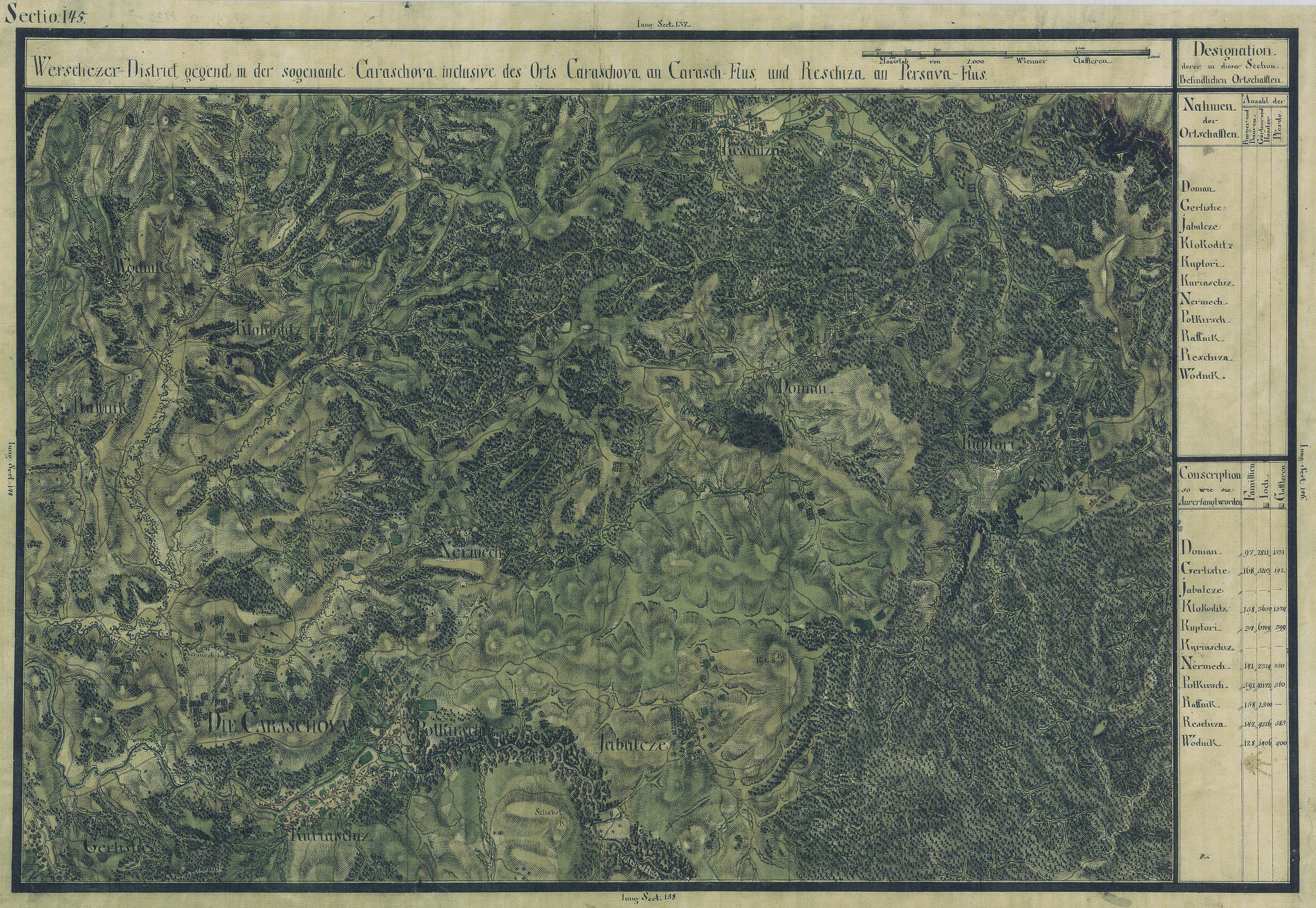
Nermed egy régi térképen